# Umění a kultura v Praze

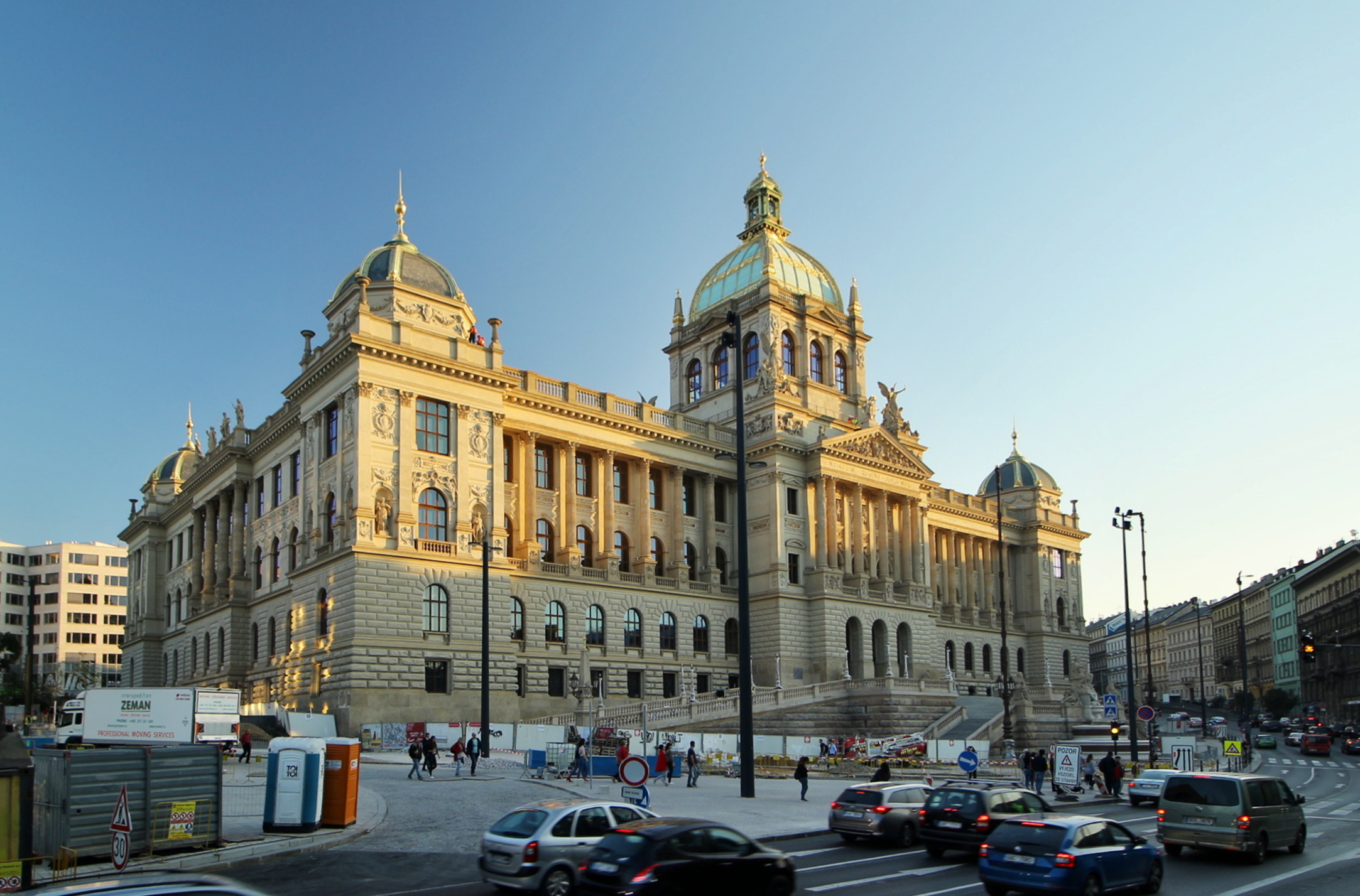
Národní muzeum na Václavském náměstí

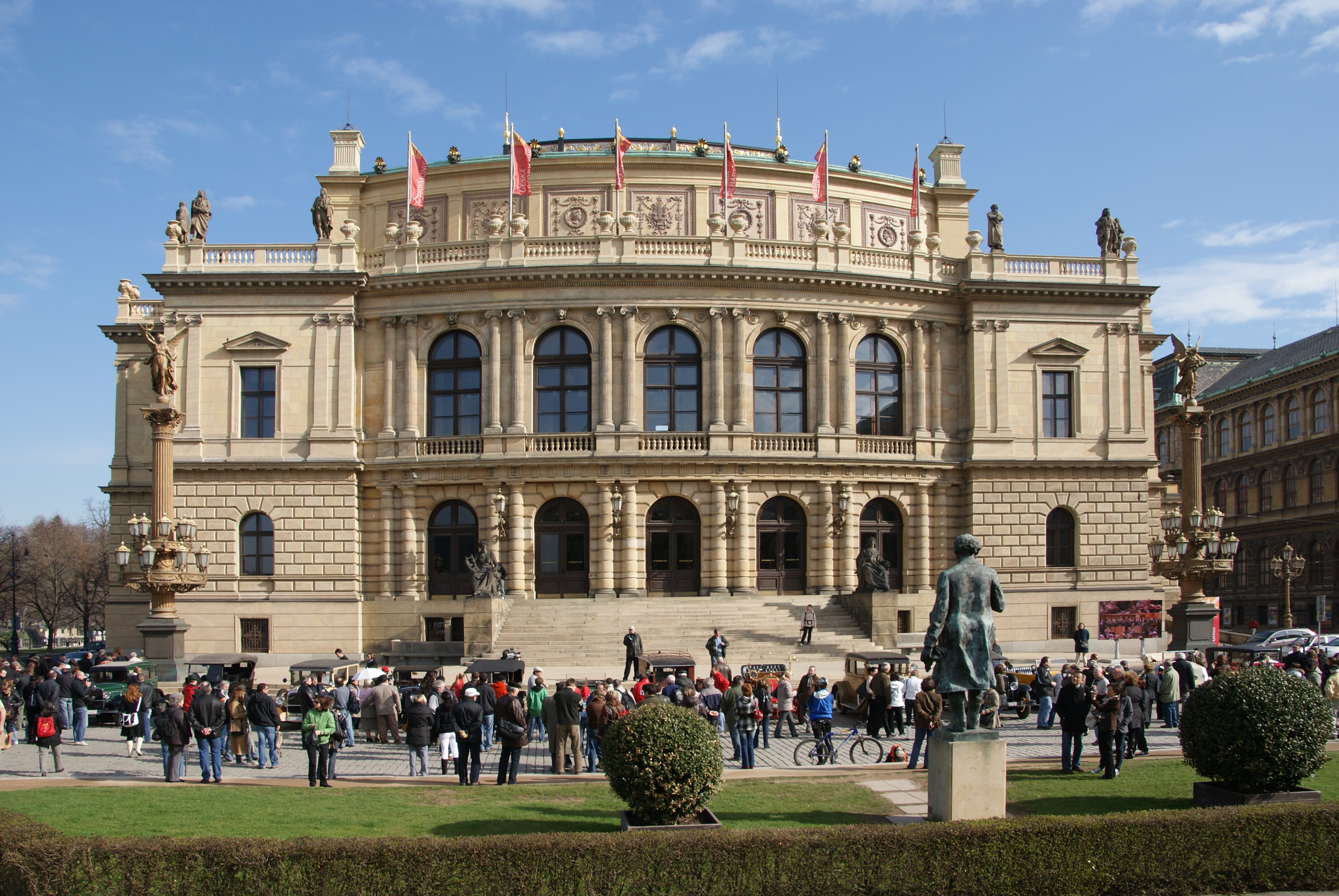
Rudolfinum

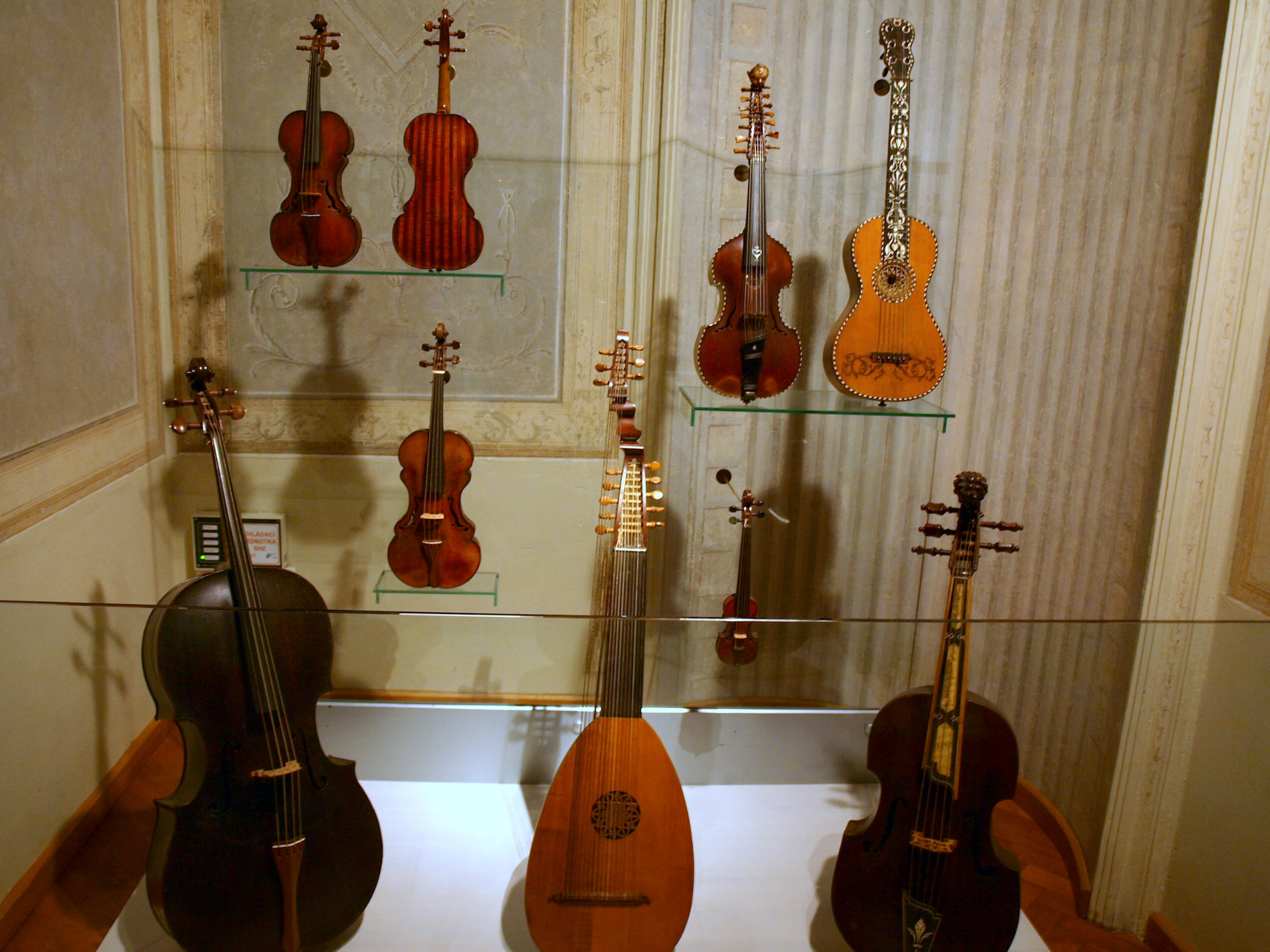
Expozice historických chordofonů v Českém muzeu hudby

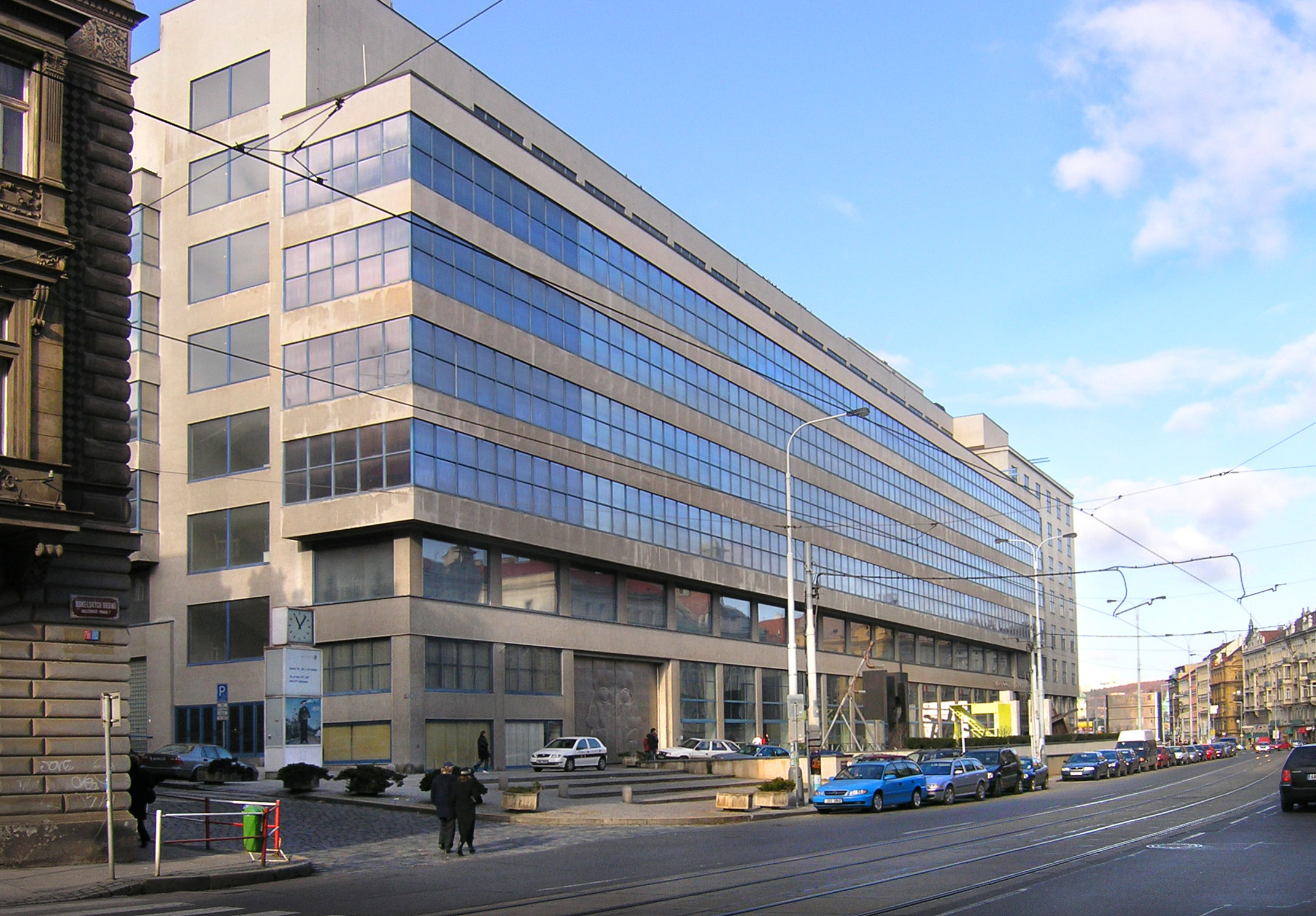
Veletržní palác, sídlo Národní galerie

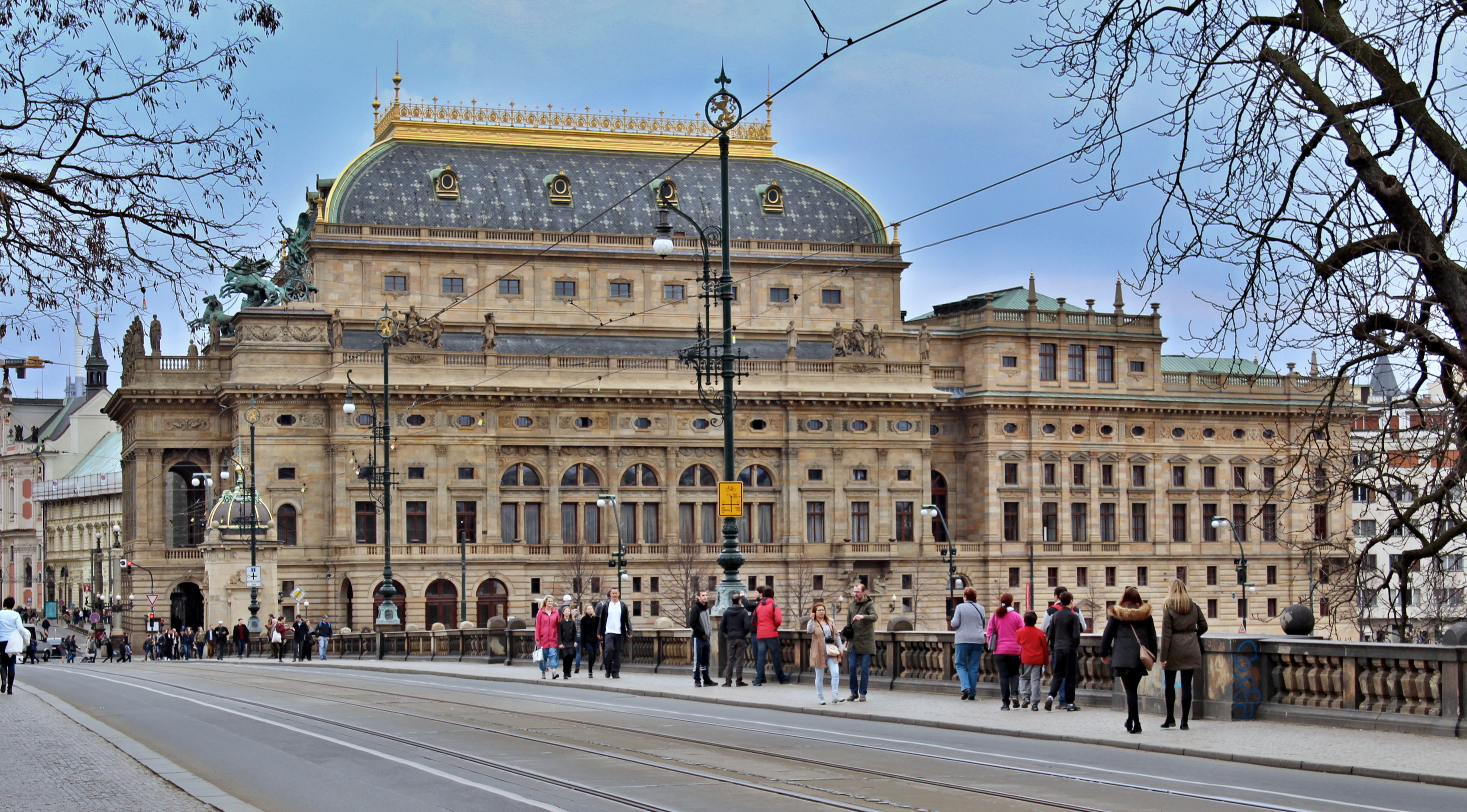
Národní divadlo

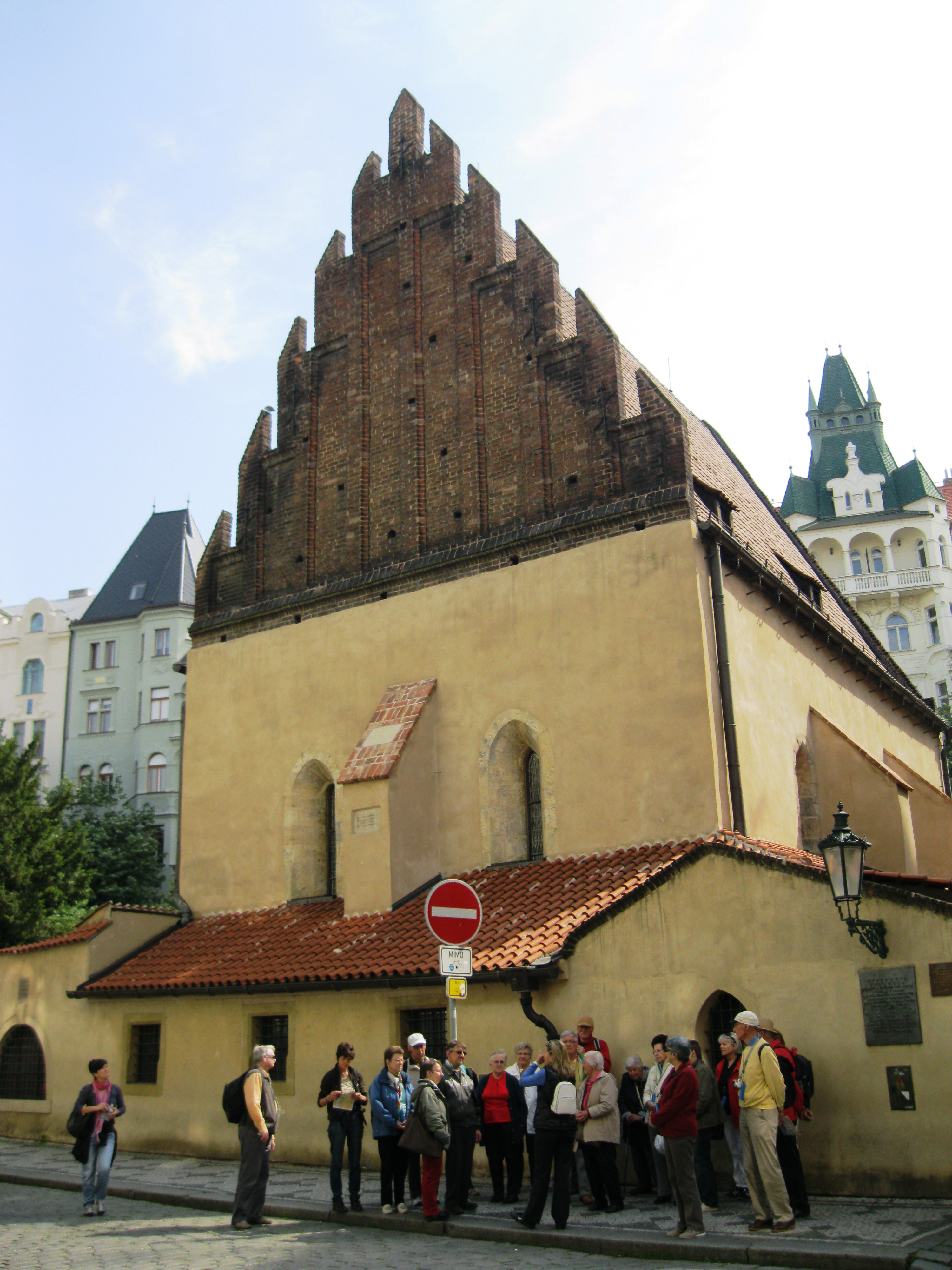
Staronová synagoga

České hlavní město Praha se vyznačuje výjimečně bohatým výběrem kulturní nabídky, četných muzeí, galerií a výstav. Město zároveň nabízí širokou škálu historických a architektonických památek.

## Muzea
- Nejstarší, největší a zároveň nejvýznamnější muzeum v Praze je Národní muzeum, působivá neorenesanční budova na horním konci Václavského náměstí. Zahrnuje archeologicko-historické oddělení s již velmi zastaralou expozicí (od roku 1966) na téma Dějiny pravěku a rané dějiny dnešního českého území (tehdy také včetně Slovenska), mineralogické, zoologické a antropologické oddělení. Expozice místy působí dojmem „muzea v muzeu“ a neodpovídá nárokům moderním výstavy, proto bylo rozhodnuto o celkové rekonstrukci budovy. Ta v současnosti probíhá.

Pod hlavičku Národního muzea spadají ještě další muzea:
- Lapidárium Národního muzea se sochami od 11. do 19. století
- Českém muzeum hudby
  - Muzeum Antonína Dvořáka v Michnově letohrádku
  - Muzeum Bedřicha Smetany s výstavou o životě a díle obou hudebních velikánů

- Návštěvnické rekordy vykazují také výstavy pražského Židovského muzea. Mezi ně patří Staronová synagoga, Starý židovský hřbitov v Praze-Josefově a Pinkasova synagoga na Josefově. Ta schraňují svědectví o významné roli, jakou Židé hráli v dějinách města a také jako pamětní místo obětí nacismu.
- Muzeum hlavního města Prahy zahrnuje expozici dějin města Prahy a okolí od pravěku až po současnost, je zde mimo jiné jedinečný Langweilův model města z roku 1837 od Antonína Langweila.
- Národní technické muzeum nabízí osm trvalých naučných expozic popisujících fungování fyzikálních zákonů a astronomie, například z dějin měření času, fotografie a telekomunikace, výstava dopravních rozličných prostředků jako vlaků a lokomotiv, automobilů a letadel.
- Národní zemědělské muzeum
- Vila Bertramka nabízí vedle pořádání hudebních koncertů především výstavu o životě a působení Wolfganga Amadea Mozarta v Praze a o jeho hostitelích, muzikantské rodině Duškových (skladatel František Xaver Dušek a jeho choť zpěvačka Josefína Dušková), v jejichž vile byl Mozart opakovaně hostem. Muzeum bylo 1. listopadu 2009 uzavřeno.[1]
- mezi známá a hojně navštěvovaná muzea patří i Muchovo muzeum s tematickou výstavou o českém secesním umělci Alfonsi Muchovi.
- Muzeum voskových figurín Praha nabízí výstavu voskových soch známých českých světových osobností jako král Karel IV., Vladimir Iljič Lenin nebo Karel Gott. Svým rozsahem se však v žádném případě nemůže srovnávat s podobnými výstavami, jako je například Muzeum voskových figurín Madame Tussaud v Londýně.
- V Muzeu hraček na Pražském hradě je možné zhlédnout hračky a hry z různých částí světa od starověku po současnosti. Sbírka muzea patří k nejrozsáhlejším na světě.
- V Uměleckoprůmyslovém muzeu (UmPrum) jsou vystaveny textilie, grafiky, fotografie a umělecké předměty ze skla, keramiky a kovu.
- Náprstkovo muzeum asijských, afrických a amerických kultur
- Typickým pro Prahu a její kulturu je Muzeum českého piva ve smíchovském pivovaru Staropramen, nebo Pivovarské muzeum U Fleků.
- Poměrně mladé Muzeum komunismu seznamuje návštěvníky s dějinami komunismu a reálného socialismu v Československu.

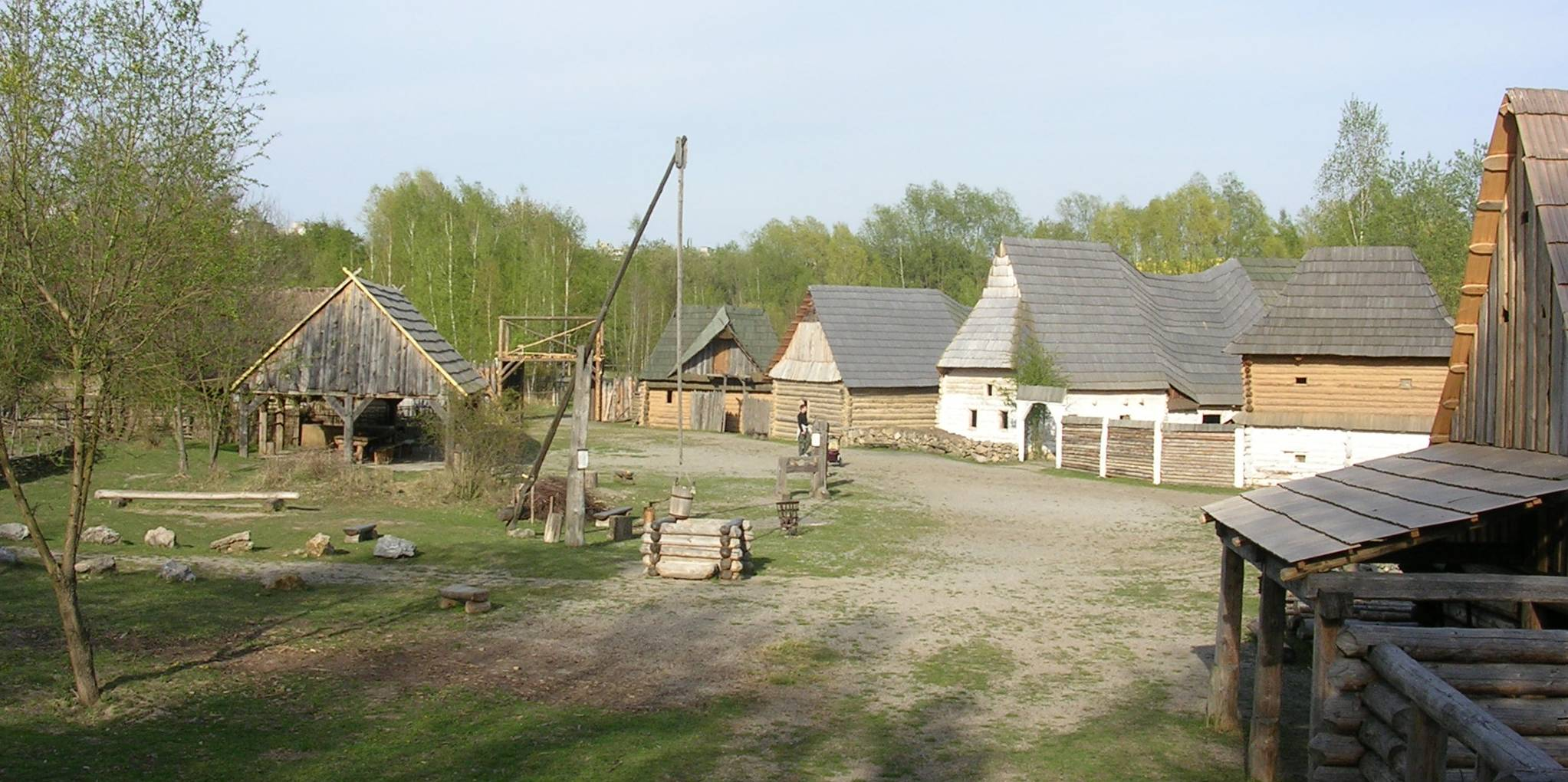
Skanzen Řepora

- V městské části Praha 5. se nachází Skanzen Řepora (dříve Tuležim), kde je možné zhlédnout hospodářské budovy a řemesla ze 14. století.

## Výtvarné umění
- Veletržní palác hostí sbírku malířských a sochařských děl Národní galerie v Praze, jejíž součástí jsou díla některých světových umělců (např. Alfons Mucha – Slovanská epopej, Camille Pissarro, Claude Monet, Paul Cézanne, Paul Gauguin, Auguste Renoir, Henri de Toulouse-Lautrec, Henri Rousseau, Bohumil Kubišta, Gustav Klimt, Ilja Repin a další).
- Od roku 2003 se v Praze koná cyklus Prague Biennale, při kterém vystavují svá díla výtvarní umělci z celé Evropy.

## Divadlo
- Národní divadlo
- Státní opera Praha
- Stavovské divadlo na Starém Městě je úzce spjaté s Mozartovými operami (zejména jeho opery Don Giovanni a La clemenza di Tito, které zde měly světové premiéry) a také s působením Carla Marii von Weber.
- Divadlo na Vinohradech
- Dejvické divadlo
- Divadlo pod Palmovkou
- Švandovo divadlo
- Divadlo Na Fidlovačce
- Praha je známa svým  avantgardním experimentálním divadlem Laterna magika s originálním propojením filmu, zrcadel, hudby, baletu a pantomimy.
- Černé divadlo, rovněž sestávající z pantomimy a světelných efektů na černém pozadí, je typické pro Prahu.

Kromě výše zmíněného se v Praze navíc na dalších velkých scénách a velikém množství menších divadel odehrává nepřeberné množství divadelních představení všeho druhu.

## Hudba
- Obecní dům - krásná secesní budova nabízející množství menších společenských salónů a velkou koncertní sál - Smetanovu síň
- Rudolfinum - koncertní dům s velkým koncertním sálem - Dvořákovou síní a výstavní síní
- Zvuk pražské České filharmonie je díky svému muzikantskému náboji a měkkosti zvuku snadno rozpoznatelný pouhým poslechem a je vysoce ceněn na mezinárodní úrovni.
- Koncerty komorní i duchovní, vokální i instrumentální hudby na velice vysoké umělecké úrovni, je možné navštívit každý den na mnoha místech historické Prahy (např. Španělský sál Pražského hradu, Španělská synagoga, Lobkowiczký palác). Repertoár se navíc neomezuje jen na hudbu období klasicismu a romantismu, ale také moderní skladby.

### Festivaly
- Každoročně od půlky května do půlky června se již přes 60 let odehrává hudební festival  Pražské jaro.
- Festival pravoslavné hudby Archaion Kallos - koná se každoročně v pravoslavném chrámu svatých Cyrila a Metoděje
- Jazzový festival „Jazz na Hradě“ (Španělský sál Pražského hradu)
- Ekotopfilm - mezinárodní festival dokumentárních filmů o udržitelném rozvoji - každoročně v říjnu v Praze a poté od listopadu do května následujícího roku v dalších 50 městech České republiky

## Noční život
Praha nabízí velké množství hospod, barů, klubů, jazzklubů a diskoték. Zejména pražská čtvrť Žižkov se v posledních letech vyvinula v pražský „Montmartre“.

### Taneční kluby
- Klub Karlovy lázně/klub Lávka nabízí 5 hudebních klubů s 5 různými hudebními proudy v 6 poschodích, včetně sklepa. Některá poschodí mají povahu diskotéky, jiné jsou spíše hudební hospody nebo klubu. Jelikož je toto zařízení ojedinělé, píše se o něm jako o "největším zařízením svého druhu ve Střední Evropě ". díky rozmanitosti nabídky jednotlivých klubů a vysoké úrovni technického vybavení je možné se v Karlových lázních setkat s různými věkovými a národnostními skupinami.

### Rock
- Roxy je klub, které se žánrově zaměřuje jak na taneční hudbu, tak na živá vystoupení, součástí budovy je i menší experimentální prostor NoD
- Hard Rock Cafe Praha byl otevřen v roce 2009 jako pražská pobočka řetězce desítek klubů Hard Rock Cafe po celém světě[2]
- Radost FX
- Palác Akropolis
- Chapeau Rouge je se svým vznikem v roce 1919 vůbec nejstarším klubem v Praze[3]
- Lucerna Music Bar
- Rock Café byl založen uměleckou skupinou Nový horizont 5. ledna roku 1990, tedy ihned po Sametové revoluci
- Klub Futurum
- MeetFactory
- Rock Club UZI
- někdejší Rock Club Bunkr – zrušen v 90. letech 20. století

### Jazz
- Reduta Jazz Club je po saxofonovém vystoupení amerického prezidenta Billa Clintona jedním z nejznámějších jazzklubů v Praze. Tento klub nabízí mnohostranný program různých směrů jazzu.
- Jazz klub v Železné (AghaRTA Jazz Centrum)
- Jazz Club U staré paní
- Blues sklep

## Zajímavosti
- Mezi zajímavosti patří také Lennonova zeď